# NGC 1067
NGC 1067 é uma galáxia espiral (Sc) localizada na direcção da constelação de Triangulum. Possui uma declinação de +32° 30' 42" e uma ascensão recta de 2 horas, 43 minutos e 50,6 segundos.
A galáxia NGC 1067 foi descoberta em 22 de Novembro de 1827 por John Herschel.